# Vladislav Jurčík
Vladislav Jurčík (2. března 1927 – 13. prosince 1999) byl český a československý politik Komunistické strany Československa a poúnorový poslanec Národního shromáždění ČSR.

## Biografie
Ve volbách roku 1954 byl zvolen do Národního shromáždění za KSČ ve volebním obvodu Uherský Brod. V parlamentu setrval až do konce funkčního období, tedy do voleb roku 1960. K roku 1954 se profesně uvádí jako dílenský mistr v Závodech přesného strojírenství.